# Чжу Шицзе
Чжу Шицзе (朱世杰, 1249 — 1314) — китайський математик-алгебраїст часів династій Сун та Юань.

## Життєпис
Народився у 1249 році у місті Яньшань, що поблизу Пекіна. Про його молоді роки мало відомостей. До 1270 року Чжу Шицзе вже прославився  як математик. У 1279 році з падінням династії Сун відправився на південь, де понад 20 років всюди подорожував, сприйняв місцеві наукові досягнення і довго викладав в Янчжоу (провінція Цзянсу). У 1299 році у зв'язку з великою кількістю учнів склав «Суаньсюе цимен» («Вступ до вчення про рахунок») з 3 цзюанів. Згодом, у 1303 році, створив значніший твір «Сиюань юйцзянь» («Нефритове свічадо чотирьох першоелементів») з 3 цзюанів. Помер у 1314 році.

## Математика
«Суаньсюе цимен» незабаром після видання загубився в Китаї, але, потрапивши до Японії і Кореї, був там вперше надрукований відповідно у 1433 та 1658 роках й використовувався як підручник з математики. На батьківщину він потрапив у XIX ст., коли у 1839 році його було переведено китайською з японської мови.
Цей трактат розвиває «Цзю чжан суань шу». Складається з 259 завдань в 20 розділах, рішення яких засновані на визначенні базових понять і операцій. Вперше теоретично оформлені правила перемноження позитивних і негативних чисел, введені нові поняття, пов'язані з перемножуванням зворотних чисел, дані приклади обчислень з дробами і десятковими числами, пояснення потрійного правила, правила помилкової подвійний позиції і правил обчислення площ та об'ємів. При роботі з системами рівнянь зроблені уточнення, по суті, еквівалентні методом Гаусса. Виражені також ідеї, далекі від «Цзю чжан суань шу». В алгебрі багаточленів і рівнянь найвищою мірою застосовано метод «небесного першоелемента» (тяньюань).
«Сиюань юйцзянь» являє собою вершину розвитку традиційної китайської математики. Подібно «Суаньсюе цимен», трактат був втрачений у другій половині XVIII ст. Складаючи «Чоу жень чжуань» ("Біографії астрономів-математиків) у 1799 році, Жуан Юань не зміг його віднайти. Однак декількома роками пізніше, будучи губернатором провінції Чжецзян, виявив там одну копію, переписав її та надіслав для редагування математику Лі Жую (1769–1817), але той помер, не закінчивши роботи, і повний помилок текст надрукували без редагування. Тому сучасний варіант відрізняється від оригіналу. Він супроводжується передмовою Мо Жо і післямовою Цзу І, датованими 1303 роком, передмовою Жуань Юаня і ще чотирма — більш пізніх авторів. Після передмов наведені чотири фігури. Одна — прототип трикутника Паскаля, що містить коефіцієнти при невідомих до восьмого ступеня. Чжу Шицзе не претендував на авторство, назвавши його «зображенням стародавнього методу до восьмого ступеня». Він також розглянув чотири приклади, що пояснюють методи використання багаточленів для розв'язування систем рівнянь з 1, 2, 3 і 4 невідомими. У них фактично застосовано розширений метод «небесного першоелемента» (тяньюань) у вирішенні систем рівнянь із введенням додаткових невідомих і подальшим їх виключенням, що близько методу англійського математика Джеймса Сильвестра (1814–1897). Потім йдуть 288 завдань у 24 розділах.
Хоча Чжу Шицзе все ще представляв математику за допомогою практично завдань, він не завжди приводив реалістичні приклади і часто навмисно не давав найпростіше рішення, намагаючись показати в навчальною метою більш складні випадки.